# David Reinfurt
David Reinfurt est un graphiste, artiste et auteur américain, né en 1971.
Il a été co-éditeur de la revue d'art graphique Dot Dot Dot de 2006 à 2010. En collaboration avec Stuart Bailey, il a fondé les organisations Dexter Sinister et The Serving Library.
Depuis 2010, il enseigne à l'université de Princeton, où il a créé un cours en design graphique.
Les œuvres de David Reinfurt sont incluses dans les collections du Walker Art Center, Whitney Museum of American Art, Cooper Hewitt National Design Museum, et du Museum of Modern Art,.

## Parcours professionnel
David Reinfurt a étudié à l'université de Caroline du Nord à Chapel Hill dont il est diplômé en 1993, et a obtenu un MFA de l'université de Yale en 1999.
De 1995 à 1997, il a travaillé comme designer d'interaction auprès de IDEO (San Francisco). Dans cette fonction, il travaille notamment sur l'interface des machines de vente de tickets du métro de New York, sous la direction du designer Masamichi Udagawa.

### Collaborations avec Stuart Bailey
En 2006, David Reinfurt et Stuart Bailey établissent le projet "Dexter Sinister", un atelier-librairie situé au 38 Ludlow Street, dans le Lower East Side de Manhattan. À partir de 2006, Reinfurt poursuit avec Bailey la publication du magazine d'art graphique semi-annuel Dot Dot Dot, que Bailey avait lancé aux Pays-Bas en 2000 avec Peter Bil’ak. La publication de Dot Dot Dot s'achève avec le numéro 20 en octobre 2010,.
En 2011, Reinfurt et Bailey initient la structure "The Serving Library", à laquelle participent également Francesca Bertolotti-Bailey et Vincenzo Latronico. En continuation de Dot Dot Dot, ils lancent au printemps 2011 une nouvelle publication bisannuelle, intitulée Bulletins of The Serving Library, qui produit 12 éditions jusqu'en 2017. En 2017, ce journal devient annuel et adopte le titre The Serving Library Annual.

### Enseignement
Reinfurt a enseigné à la Columbia University Graduate School of Architecture, Planning and Preservation, à la Rhode Island School of Design, et à la Yale University School of Art.
En 2010, Reinfurt commence à enseigner à l'université de Princeton. Il met en place un programme universitaire autour du design graphique et du design d'interaction. Huit ans plus tard, ce travail sera documenté à travers le livre A *New* Program for Graphic Design.

## Travaux de recherche et publications

### Autour de Muriel Cooper
David Reinfurt et Robert Wiesenberger (chercheur à l'université de Columbia) sont curateurs d'une exposition intitulée Messages and Means: Muriel Cooper at MIT montrée en 2014 à la Arthur Ross Architecture Gallery (un espace d'exposition de l'Université Columbia à New York). Pour monter cette exposition, ils ont parcouru les archives Muriel Cooper et ont retenu des travaux imprimés, des vidéos, et des œuvres informatiques, illustrant les quatre décennies d'activité de Muriel Cooper.
Ce travail de recherche donne lieu à une importante monographie, éditée par Reinfurt et Wiesenberger, publiée en 2017 par les éditions MIT Press.

### A *New* Program for Graphic Design
En 2016, Inventory Press propose à Reinfurt de publier un livre autour de son enseignement à Princeton. Reinfurt propose de créer un livre à partir de conférences enregistrées. Pendant l'été 2018, il donne trois jours de conférences publiques, qui compressent un semestre d'enseignement en une journée. C'est sur la base de ces enregistrements que le livre est réalisé. 

## Récompenses
- 2010: United States Artists Rockefeller Fellow in Architecture and Design[11].
- 2013: Bourse de la Graham Foundation, en soutien à la publication "Muriel Cooper"[12].
- 2016: Rome Prize Fellowship, Mark Hampton Rome Prize, pour un travail de recherche sur Bruno Munari et Adriano Olivetti[7],[13].
- 2018: Bourse de la Graham Foundation, en soutien à la publication "A *New* Program for Graphic Design"[10]